# Saint-Chef
Saint-Chef ist eine französische Gemeinde mit 3910 Einwohnern (Stand: 1. Januar 2022) im Département Isère in der Region Auvergne-Rhône-Alpes. Sie gehört zum Arrondissement La Tour-du-Pin und zum Kanton Bourgoin-Jallieu. Die Einwohner werden Saint-Cheffois(es) genannt.

## Geografie
Saint-Chef liegt in einem sumpfigen Gebiet in einem sehr kalkhaltigen Boden. Umgeben wird Saint-Chef von den Nachbargemeinden Salagnon im Norden, Sermérieu im Nordosten, Virginieu im Osten, Montcarra im Süden und Südosten, Saint-Savin im Süden und Westen, Saint-Hilaire-de-Brens und Trept im Nordwesten.
Saint-Chef gehört zum Weinbaugebiet Pays des Balmes Dauphinoises.

## Geschichte
Mit der Begründung der Abtei von Saint-Chef durch den Mönch Theudère de Dauphiné um 500 in der damaligen Ortschaft Arcisse wird der Beginn der heutigen Gemeinde, die östlich davon entstand, eingeläutet. Im Mittelalter hieß der Ort noch Saint-Cher.
In den Revolutionszeiten zwischen 1790 und 1794 wurden die damals noch eigenständigen Gemeinden Arcisses, Chamont, Crucilleux, Laval-de-Saint-Chef, Montcarra, Trieux und Vercin eingegliedert. Diese Eingliederungen wurden später teilweise wieder rückgängig gemacht.

### Bevölkerungsentwicklung
| Jahr                       | 1962 | 1968 | 1975 | 1982 | 1990 | 1999 | 2006 | 2014 |
| Einwohner                  | 1327 | 1335 | 1487 | 1798 | 2309 | 2892 | 3268 | 3608 |
| Quellen: Cassini und INSEE |      |      |      |      |      |      |      |      |

## Sehenswürdigkeiten

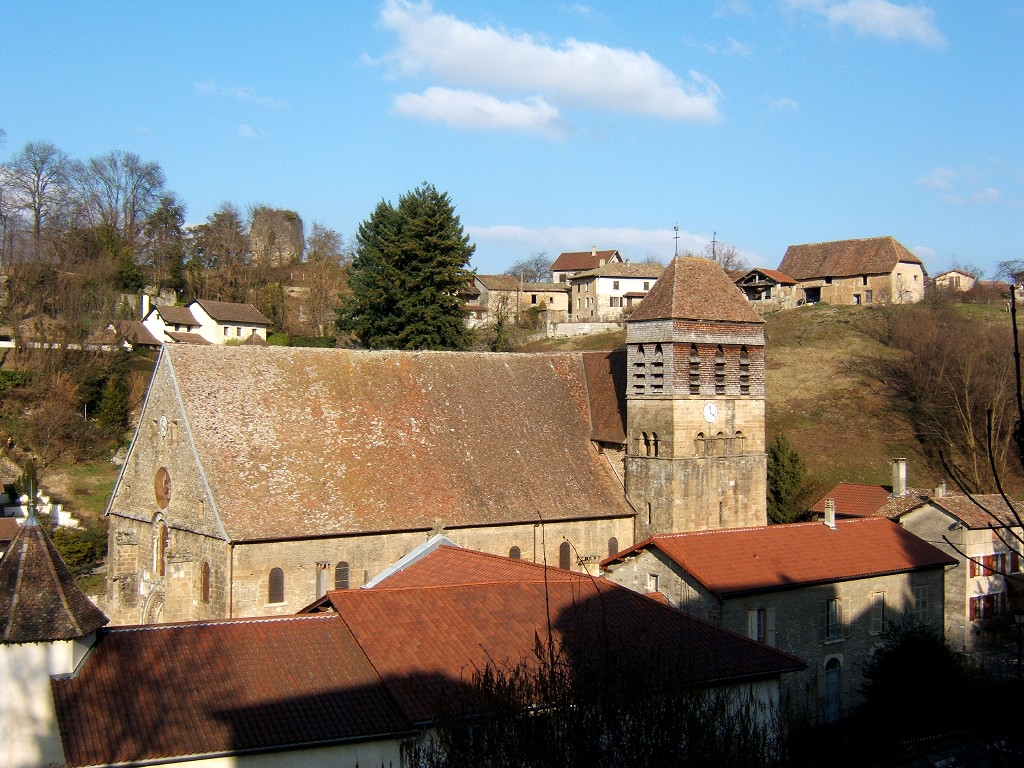
Blick auf Saint-Chef mit den Resten der Abtei, hier die Kirche Saint-Theudère

- Die Abtei von Saint-Chef, ursprünglich gegründet um 500, mit der Kirche Saint-Theudère aus dem 12./13. Jahrhundert, seit 1840 Monument historique
- Kirche Saint-Barthélémy in der Ortschaft Chamont, 1879 errichtet, seit 1982 von der Piusbruderschaft genutzt

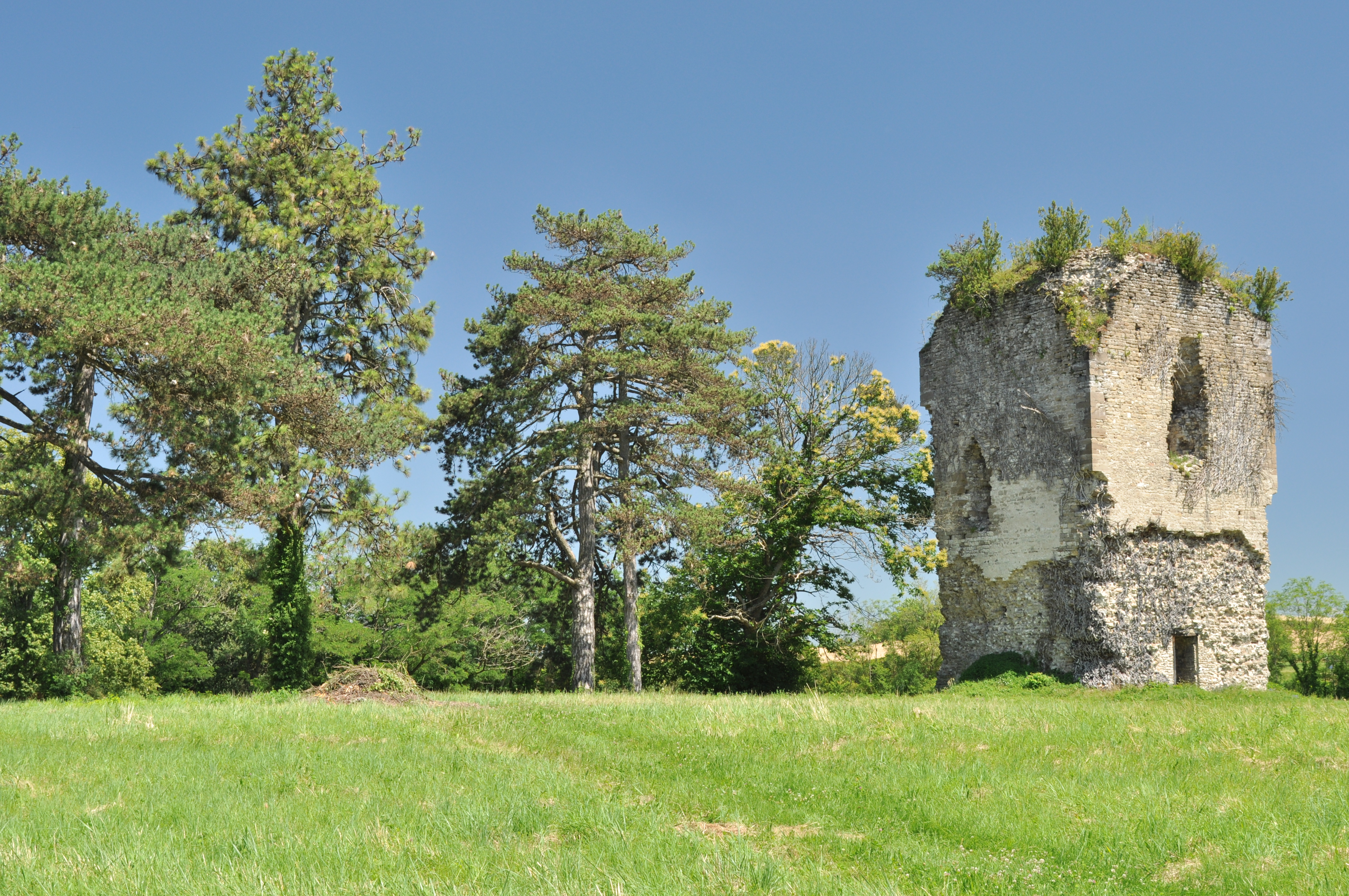
Turm von Poulet

- Schloss Teyssier
- Turm von Poulet, um 1402

- Haus Minsac
- Haus des Kulturerbes

## Gemeindepartnerschaften
Mit der kanadischen Gemeinde Contrecœur in Québec bestehen seit 1993, mit der schweizerischen Gemeinde Le Mouret im Kanton Freiburg seit 1982 sowie mit der russischen Gemeinde Kolzowo unbekannten Datums Partnerschaften.

## Persönlichkeiten
- Hugo von Saint-Cher (um 1200–1263), Kardinal
- Louis Seigner (1903–1991), Schauspieler
- Frédéric Dard (1921–2000), Schriftsteller, hier aufgewachsen und begraben